# 锡安堂 (上海)
中华基督教锡安堂為上海灵工团的总堂，1949年以后上海兴建的第一座大教堂，不过数年后即被改建为饭店。
锡安堂的前身原为荣耀会，由希腊侨民裴雅各在上海创办于1920年代，地址在西区的康脑脱路（今康定路588号或528号），用福音汽车流动布道。锡安堂康脑脱路原址（今康定路528号）后曾一度被国立暨南大学使用，现中小学语文教材课文郑振铎的《最后一课》所记述故事即发生于此，日军入侵后该址建通用药厂（1938年），中共建政后改名上海第九制药厂。
1930年代，裴雅各回国，中国籍牧师竺规身辞去慕尔堂主任牧師职务，来此任主任牧师，并把荣耀会改名中华基督教堂。
1940年代，上海一些独立堂会联合成立灵工团，1947年，竺规身被選為靈工團終身監督。
1949年后，竺规身发起信徒祷告、奉献，购置延安中路1125号的1亩多土地，建造新堂。1953年5月，锡安堂落成，能容纳600多人，这是1949年以后上海兴建的第一座大教堂，当时的《天风》杂志亦加以报道。灵工团团址也从泰兴路耶稣堂移到竺规身所在的锡安堂。。
1958年8月，在献堂献庙高潮中，锡安堂最初被保留，作为联合礼拜教堂，竺规身牧师退休。不久，锡安堂亦被献给人民政府，信徒参加静安区联合礼拜，堂址在1960年被改建为延安饭店。